# Stadion Mramor w Berkowicy
Stadion Mramor – stadion sportowy w Berkowicy, w Bułgarii. Obiekt może pomieścić 6000 widzów. Swoje spotkania rozgrywają na nim piłkarze klubu Kom Berkowica.